# José Oscar Bernardi
José Oscar Bernardi meglio noto solo come Oscar (Monte Sião, 20 giugno 1954) è un allenatore di calcio ed ex calciatore brasiliano, di ruolo stopper.

## Carriera

### Club
Dopo avere cominciato l'attività da professionista nella squadra del Ponte Preta nel 1973, l'anno successivo venne convocato nella nazionale brasiliana juniores per il Campionato sudamericano giovanile.
Nel 1979 venne ceduto alla squadra statunitense del Cosmos di New York, dove non si trovò perfettamente a suo agio, tanto che già l'anno dopo ritornò in Brasile, ingaggiato questa volta dal San Paolo.
Tra il 1987 e il 1990 giocò in Giappone nella squadra del Nissan FC (oggi Yokohama F. Marinos). Dal 1994 intraprese l'attività di allenatore, conducendo le squadre brasiliane del Guarani e del Cruzeiro, prima di ritirarsi definitivamente dalla carriera calcistica.

### Nazionale
Nel 1978 venne convocato nella nazionale maggiore per i Mondiali in Argentina, giocando tutte le partite da titolare in coppia con Amaral del Guarani.
Venne convocato da Telê Santana per i Mondiali di Spagna del 1982, e giocò sempre come difensore centrale titolare in coppia con Luisinho dell'Atletico Mineiro, segnando anche una rete durante la fase eliminatoria nella partita contro la Scozia. Nella partita che decretò l'eliminazione del Brasile contro l'Italia fu suo il colpo di testa all'ultimo minuto parato sulla linea dal portiere italiano Dino Zoff.
Al successivo Mondiale (Messico 1986), dopo due mondiali da titolare, non fu mai schierato e fece da riserva a Edinho.

## Palmarès

### Giocatore

#### Club

##### Competizioni statali
- Campionato paulista: 4

San Paolo: 1980, 1981, 1985, 1987

##### Competizioni nazionali
- Campionato brasiliano: 1

San Paolo: 1986
- Japan Soccer League: 2

Yokohama Marinos: 1988, 1989

#### Individuale
- Bola de Prata: 1

1977

### Allenatore
- Coppa della Corona del Principe saudita: 1

Al-Hilal: 1994-1995